# Stephan Seiler
Stephan Seiler (Fortaleza, 2000. szeptember 16. –) brazil születésű svájci korosztályos válogatott labdarúgó, a svájci Zürich középpályása.

## Pályafutása

### Klubcsapatokban
Seiler a brazíliai Fortaleza városában született. Az ifjúsági pályafutását a svájci Wetzikon csapatában kezdte, majd 2013-ban a Zürich akadémiájánál folytatta.
2020-ban mutatkozott be a Zürich első osztályban szereplő felnőtt csapatában. Először a 2020. június 19-ei, a Young Boys elleni mérkőzés 62. percében Marco Schönbäck cseréjeként lépett pályára. Első gólját 2021. május 21-én, Vaduz ellen 4–1-re megnyert találkozón szerezte. 2021-ben a tartalékcsapatban is debütált, ahol már az első mérkőzésén betalált a hálóba. A 2022–23-as szezonban a Winterthurnál szerepelt kölcsönben.

### A válogatottban
Seiler több korosztályos válogatottban is képviselte Svájcot.

## Statisztikák
2022. november 13. szerint
| Klub                    | Szezon   | Osztály            | Bajnokság | Bajnokság | Kupa  | Kupa | Nemzetközi | Nemzetközi | Összesen | Összesen |
| Klub                    | Szezon   | Osztály            | Meccs     | Gól       | Meccs | Gól  | Meccs      | Gól        | Meccs    | Gól      |
| ----------------------- | -------- | ------------------ | --------- | --------- | ----- | ---- | ---------- | ---------- | -------- | -------- |
| Zürich                  | 2019–20  | Swiss Super League | 8         | 0         | 0     | 0    | 0          | 0          | 8        | 0        |
| Zürich                  | 2020–21  | Swiss Super League | 15        | 1         | 0     | 0    | 0          | 0          | 15       | 1        |
| Zürich                  | 2021–22  | Swiss Super League | 9         | 0         | 0     | 0    | 0          | 0          | 9        | 0        |
| Zürich                  | 2022–23  | Swiss Super League | 3         | 0         | 0     | 0    | 0          | 0          | 3        | 0        |
| Zürich                  | Összesen | Összesen           | 35        | 1         | 0     | 0    | 0          | 0          | 35       | 1        |
| Winterthur (kölcsönben) | 2022–23  | Swiss Super League | 7         | 1         | 2     | 0    | 0          | 0          | 9        | 1        |
| Összesen                | Összesen | Összesen           | 42        | 2         | 2     | 0    | 0          | 0          | 44       | 2        |

## Sikerei, díjai
Zürich
- Swiss Super League
  - Bajnok (1): 2021–22